# NGC 1526
NGC 1526 est une galaxie spirale barrée située dans la constellation du Réticule. NGC 1526 a été découverte par l'astronome britannique John Herschel en 1834.

## Caractéristiques
Sa vitesse par rapport au fond diffus cosmologique est de 5 334 ± 250 km/s, ce qui correspond à une distance de Hubble de 78,7 ± 6,6 Mpc (∼257 millions d'al).
La classe de luminosité de NGC 1526 est II-III.